# Синцов Дмитро Матвійович
Дмитро Матвійович Синцов (20 листопада 1867 , Кіров, Вятська губернія, Російська імперія  — 28 січня 1946 , Харків, Харківська область, Українська РСР, СРСР ) — український математик, доктор математики (1898), професор (1903), академік АН УРСР (1939), заслужений діяч науки УРСР (1935). Депутат Верховної Ради УРСР 1-го скликання.

## Біографія
Народився в сім'ї першого голови В'ятської губернської земської управи Матвія Матвійовича Синцова (1835—1910). Його сестра Надія була одружена з П. Ф. Бараковим.
Закінчив У 1890 році Казанський університет (фізико-математичний факультет), був залишений при університеті стипендіатом для підготовки до професорського звання. 23 квітня 1894 року затверджений приват-доцентом при кафедрі чистої математики. Влітку 1896 та 1897 років виїжджав з науковою ціллю закордон.
25 жовтня 1899 року був назначений виконувачем обов'язків ординарного професора Катеринославського вищого гірничого училища.
Дійсний член АН УРСР (з 1939); 1899—1903 — проф. З 1903 — працював в Харківському університеті і (з 1929) директор його Науково-дослідного Інституту Математики і Механіки. Синцов автор понад 250 праць (у тому числі 60 монографій і посібників); основні праці стосуються геометричної теорії диференціальних рівнянь (теорії конексів), а також диференційної геометрії (інтегральні криві рівнянь Пфаффа і Монжа); довголітній (з 1906) голова Харківського Математичного Товариства. Синцов мав чималий вплив на виховання математиків Харківщини (очолював Харківську школу геометрів), ставився прихильно до української культури і спричинився до опрацювання української математичної термінології і фразеології.
Після Жовтневої революції Синцов брав участь в організації вищого освіти, у вихованні наукових кадрів, у роботі Рад депутатів трудящих.
26 червня 1938 року був обраний депутатом до Верховної Ради УРСР 1-го скликання по Дзержинському виборчому округу № 244 м. Харкова. Як найстаріший депутат 25 липня 1938 року відкрив першу сесію Верховної Ради УРСР.
Під час Великої Вітчизняної Війни працював в Уфі та Москві в Академії наук УРСР. З травня 1944 року — знову в Харкові: завідувач кафедри геометрії, завідувач науково-дослідного інституту математики і механіки Харківського державного університету; брав активну участь у відновленні роботи університету. Нагороджений орденом Трудового Червоного Прапора (28.08.1944).
Серед учнів Дмитра Синцова — професори Тихон Котов, Іван Тесленко тощо.

## Праці
Д. М. Синцов був одним із творців геометрії неголономних систем, а його праці з геометричної теорії диференціальних рівнянь (теорії конексів), що розвивала ідеї Альфреда Клебша, є найбільшим вкладом в цей вид науки.
- Про функції Бернуллі дробних порядків : (Повід., чит. 24 лют. 1890 р. на 96 засіданні Секції фіз.-мат. наук С-ти естествоиспытателей при Имп. Казан. ун-те) / [Соч.] Студента Д. Синцова Казань: тип. Имп. ун-та, 1890
- Бернуллиевы функции с произвольными указателями / [Д. Синцов] Казань: тип. Ун-та, 1892
- Распространение данного Э. Пикаром нового доказательства существования интеграла системы дифференциальных уравнений 1 порядка на комплексные значения переменных / [Д. Синцов] Казань: Типо-лит. Имп. ун-та, 1893
- Систематический указатель книг и статей по чистой и прикладной математике, напечатанных в Казани по 1890 год включительно, составленный согласно постановлениям Парижского международного конгресса 1889 г. по библиографии математических наук Д. М. Синцовым Казань: Типо-лит. Имп. ун-та, 1893
- Заметки об уравнениях, аналогичных уравнению Риккати / [Д. Синцов] Казань: типо-лит. Ун-та, 1894
- Разложение произвольных степеней тригонометрических функций в степенные строки / [Соч.] Д. М. Синцова Казань: типо-лит. Ун-та, 1894
- Теория коннексов в пространстве в связи с теорией дифференциальных уравнений в частных производных первого порядка / [Соч.] Д. М. Свинцова, прив.-доц. Имп. Казан. ун-та Казань: типо-лит. Имп. ун-та, 1894
- Об одном свойстве поверхностей 2-й степени / [Д. Синцов] Казань: типо-лит. Имп. ун-та, [1896]
- К вопросу о рациональных интегралах линейных дифференциальных уравнений / [Соч.] Д. М. Синцова Казань: типо-лит. Имп. ун-та, 1897
- К заметке «Об одном свойстве поверхностей второй степени» / [Д. Синцов] Казань: типо-лит. Имп. ун-та, 1897
- Отчет о заграничной командировке в течение вакационного времени 1896 года (15 мая-15 авг.) / [Д. Синцов] [Казань]: типо-лит. Казан. ун-та, 1897
- Рациональные интегралы линейных уравнений / Д. М. Синцов Казань: типо-лит. Имп. ун-та, 1898
- К вопросу об особенных элементах коннекса / [Соч.] Проф. Д. М. Синцова Казань: типо-лит. Имп. Казан. ун-та, 1902
- Заметки по функциональному исчислению / [Д. М. Синцов] [Казань]: типо-лит. Имп. ун-та, 1903
- К вопросу о кривизне кривых линий / [Соч.] Проф. Дм. М. Синцова Казань: типо-лит. Имп. ун-та, 1903
- Отзыв ординарного проф. Харьковского университета Д. М. Синцова о письменных работах по математике, исполненных на окончательных испытаниях учениками VII-го дополнительного класса реальных училищ Харьковского учебного округа… и посторонними лицами, подвергавшимися вместе с учениками этим испытаниям в том же году Харьков: тип. и лит. М. Зильберберг и с-вья, [1907]-[1908]
- Геометрические приложения дифференциального исчисления: Ч. 1 и 2 : Лекции, чит. в осен. полугодии 1907 г. / Д. М. Синцов, проф. Харьк. ун-та Харьков: О-во взаимопомощи ст. математиков Харьк. ун-та, 1908
- Интегрирование дифференциальных уравнений: Курс, чит. 1908 г., в весен. полугодии / Проф. Д. М. Синцов Харьков: О-во взаимопомощи ст. математиков Харьк. ун-та, 1908 (типо-лит. С. Иванченко)
- Кафедры математики чистой и прикладной в Харьковском университете за 100 лет его существования (1805—1905) / Д. М. Синцов Харьков: тип. А. Дарре, 1908
- Кривая отражения солнца в море / [Соч.] Д. М. Синцова Харьков: тип. и лит. М. Зильберберг и с-вья, 1909
- Доклад по вопросу о согласовании программ средней и высшей школы / Д. Синцов. Харьков Москва: печ. А. И. Снегиревой, 1912
- Международная комиссия по преподаванию математики: (Очерк деятельности) / Проф. Д. М. Синцов Москва: печ. А. И. Снегиревой, 1912
- Интегрирование обыкновенных дифференциальных уравнений / [Соч.] Д. М. Синцова, проф. Имп. Харьк. ун-та Харьков: тип. и лит. М. Зильберберга и с-вья, 1913
- О преподавании аналитической геометрии в средней школе / Д. Синцов. Харьков Москва: печ. А. И. Снегиревой, 1914
- Заметка по поводу теоремы Польке / Д. Синцов. Харьков Москва: Печ. А. И. Снегиревой, [1915]
- Харьковская математическая библиография: Список кн., бр. и ст. по матем. наукам, напеч. в Харькове с 1805 по 1905 г. / Сост. проф. Д. М. Синцов Харьков: тип. и лит. М. Зильберберг и с-вья, 1915
- Краткий курс аналитической геометрии на плоскости: Учеб. для 7 кл. реал. уч-щ / Проф. Д. М. Синцов Москва: т-во И. Д. Сытина. Отд. сред. шк., 1916
- Лекции по аналитической геометрии / [Соч.] Проф. Харьк. ун-та Д. М. Синцова 1916
- Формула Эрмита для приближенного вычисления сегмента кривой и ее видоизменение / [Соч.] Д. Синцова [Казань]: типо-лит. Казан. ун-та, 1917